# Römerstraße Virunum–Iuvavum
Die Römerstraße Virunum–Iuvavum war eine römische Reichsstraße und in der Antike ein bedeutender Alpenübergang, der bereits unter den Tauriskern die Stadt auf dem Magdalensberg mit einer keltischen Siedlung bei Salzburg verband. Unter den Römern wurde dieser Verkehrsweg zur Reichsstraße erhoben und verband das Municipium Claudium Virunum auf dem Zollfeld bei Maria Saal nahe Klagenfurt mit dem Municipium Iuvavum, das aus der keltischen Siedlung bei Salzburg hervorgegangen war.

## Forschungsgeschichte
Der Historiker Michael Franz Jabornegg von Altenfels vermutete den Verlauf über die Radstädter Tauern und weiter über Friesach, was aber mit den Orts- und Entfernungsangaben in der Tabula Peutingeriana nicht in Einklang zu bringen war. Konrad Miller sah den Weg über die Radstädter Tauern aufgrund von Funden als gesichert an und vermutete aufgrund der Entfernungsangaben den weiteren Verlauf über das Obere Murtal bis in den Raum Stadl an der Mur/Steindorf/Paal (Graviacum) und von da über Flattnitz (Tarnasicum, 1400 m), die Flattnitzer Höhe in das Gurktal und weiter über Zweinitz (Beliandrum) und Treibach (Matucaium) auf das Zollfeld – eine These, die sich bis heute hält, nicht jedoch als erwiesen gilt.

## Verlauf
Die Straßenverbindung, die bereits bei den Tauriskern bestand, verlief von Virunum aus über den Radstädter Tauernpass nach Iuvavum und ist durch aufgefundene römische Meilensteine, sonstige Funde sowie durch die Entfernungsangaben auf der Tabula Peutingeriana gut nachvollziehbar. Von Nord nach Süd sind auf der Tabula Peutingeriana folgende Poststationen (Mansio) verzeichnet:
- Iuvavum (Salzburg)
- Cucullae (Kuchl)
- Vocarium (Pfarrwerfen)
- Ani (Altenmarkt im Pongau)
- In Alpe (Radstädter Tauern)
- Immurium (Unternberg)
- Graviacum
- Tamasicum/Tarnasicum (Flattnitzer Höhe oder Turracher Höhe?)
- Beliandrum
- Matucaium
- Virunum (Maria Saal)

Unklarheit herrscht heute jedoch im südlichen Streckenabschnitt. Während hier lange Zeit der Weg über die Flattnitzer Höhe vermutet wurde, ist auch eine Variante über die Turracher Höhe denkbar: Tarnasicum wäre mit Turrach gleichzusetzen und Feldkirchen mit Beliandrum, womit die Strecke über St. Peter am Bichl nach Virunum verläuft. Diese These wird von einem Meilenstein und weiteren Fundstücken in St. Peter sowie einer ergrabenen römischen Siedlung in Feldkirchen gestützt und dem Umstand getragen, dass aus Flattnitz und Zweinitz keinerlei Funde vorliegen.

## Anbindungen

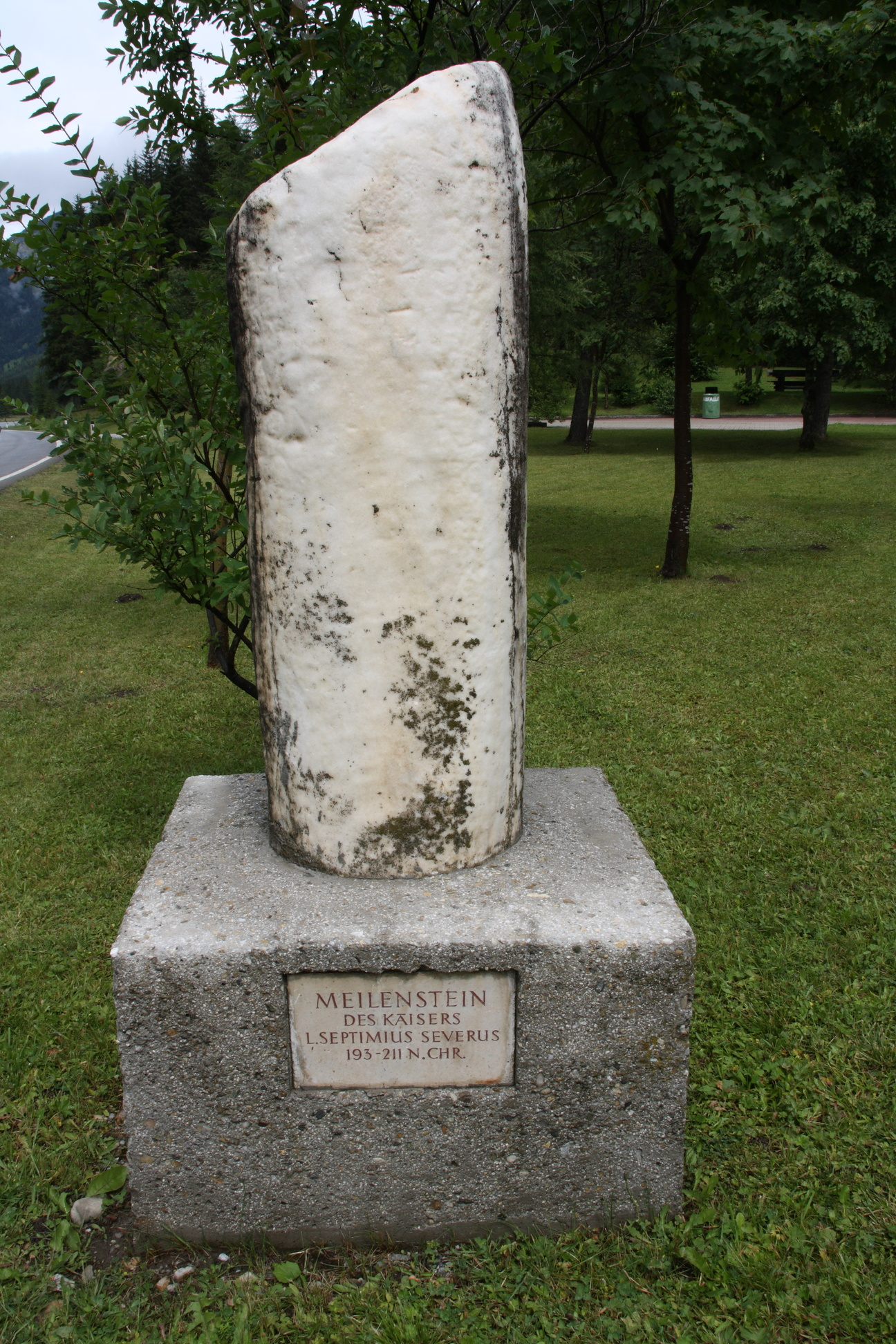
Meilenstein des Kaisers Lucius Septimius Severus am Tauernpass

Von Virunum aus führten zudem Reichsstraßen nach Ovilava, Aquileia und Celeia, von Iuvavum gab es Reichsstraßen nach Ovilava und die Via Julia nach Augusta Vindelicorum. Die Straße war damit auch ein Teilstück der Via Julia Augusta von Aquileia nach Augusta Vindelicorum.

## Heutige Situation
Auch aktuell folgen viele Straßenzüge der historischen Route, etwa die Halleiner Landesstraße, oder die Katschberg Straße über den Radstädter Tauernpass. Über den Tauernpass sind auch an mehreren Stellen die Meilensteine sichtbar. Raimund Kastler skizzierte den genauen Verlauf vom Pass Lueg bis nach Iuvavum.